# Saturn Award du meilleur téléfilm
Le Saturn Award du meilleur téléfilm (Saturn Award for Best Single Genre Television Presentation puis Saturn Award for Best Television Presentation et enfin Saturn Award for Best Presentation on Television) est une récompense télévisuelle décernée chaque année depuis 1995 par l'Académie des films de science-fiction, fantastique et horreur (Academy of Science Fiction Fantasy & Horror Films) pour récompenser le meilleur téléfilm de science-fiction, fantastique ou d'horreur (cette dénomination inclut les télésuites).

## Palmarès
Note : L'année indiquée est celle de la cérémonie, récompensant les séries diffusées au cours de l'année précédente. Les lauréats sont indiqués en tête de chaque catégorie et en caractères gras. Les titres originaux sont précisés entre parenthèses, sauf s'ils correspondent au titre en français.

### Années 1990
- 1995 : Alien Nation: Dark Horizon
  - Le Crépuscule des aigles
  - Hercule et le cercle de feu (Hercules: The Legendary Journeys - Hercules and the Circle of Fire)
  - Roswell, le mystère (Roswell)
  - Le Fléau (The Stand)
  - TekWar
  - Chasseur de sorcières (Witch Hunt)
- 1996 : Alien Nation: Millennium
  - Alien Autopsy: Fact or Fiction?
  - Attack of the Killer B-Movies
  - Chair de poule (Goosebumps) pour l'épisode pilote
  - Le Retour des envahisseurs (The Invaders)
  - Les Langoliers (The Langoliers)
- 1997 : Le Seigneur du Temps (Doctor Who)
  - Alien Nation: The Ennemy Within
  - La Bête (The Beast)
  - Le Fantôme de Canterville (The Canterville Ghost)
  - Les Voyages de Gulliver (Gulliver's Travels)
  - La Loterie (The Lottery)
- 1998 : Shining (The Shining)
  - La Légende de Cendrillon (Cinderella)
  - L'Antre de Frankenstein (House of Frankenstein)
  - Invasion
  - Rétroaction (Retroactive)
  - Blanche-Neige : Le plus horrible des contes (Snow White: A Tale of Terror)
- 1999 : pas de remise cette année

### Années 2000
- 2000 : La Tempête du siècle (Storm of the Century)
  - La Ferme des animaux (Animal Farm)
  - La Nuit des fantômes (A Christmas Carol)
  - Voyage au centre de la terre (Journey to the Center of the Earth)
  - Le Monde magique des Leprechauns (The Magical Legend of the Leprechauns)
  - Chasseurs de frissons (The Time Shifters)
- 2001 : Point limite (Fail Safe)
  - Dune
  - Le Secret du vol 353 (Sole Survivor)
  - Jason et les Argonautes (Jason and the Argonauts)
  - Le Père Noël a disparu (Santa Who?)
  - Witchblade
- 2002 : Jack et le Haricot magique (Jack and the Beanstalk: The Real Story)
  - Les Brumes d'Avalon (The Mists of Avalon)
  - Earth vs. the Spider
  - L'Empire du roi-singe (The Monkey King)
  - La Sirène mutante (Mermaid Chronicles Part 1: She Creature)
  - Teenage Caveman
- 2003 : Disparition (Taken)
  - Dinotopia
  - Rose Red
  - Carrie
  - L'Autre Côté du rêve (Lathe of Heaven)
  - La Reine des neiges (Snow Queen)
- 2004 : Battlestar Galactica
  - Les Enfants de Dune (Children of Dune)
  - DreamKeeper
  - Star Wars: Clone Wars
  - Le Journal d'Ellen Rimbauer (The Diary of Ellen Rimbauer)
  - Riverworld, le monde de l'éternité (Riverworld)
- 2005 : Farscape : Guerre pacificatrice
  - 5 jours pour survivre (5ive Days to Midnight)
  - La Prophétie du sorcier (Legend of Earthsea)
  - Salem (Salem's Lot)
  - Les Fantômes de l'amour (The Dead Will Tell)
  - Les Aventures de Flynn Carson : Le Mystère de la lance sacrée (The Librarian: Quest for the Spear)
- 2006 : Les Maîtres de l'horreur (Masters of Horror) et Triangle (The Triangle) ex æquo
  - Into the West
  - Révélations (Revelations)
  - Cyclone Catégorie 7 : Tempête mondiale (Category 7 : The End Of the World)
  - L'Île mystérieuse (Mysterious Island)
- 2007 : Les Aventures de Flynn Carson : Le trésor du roi Salomon (The Librarian: Return to King Solomon's Mines)
  - Life on Mars
  - The Lost Room
  - Les Maîtres de l'horreur (Masters of Horror)
  - Rêves et cauchemars (Nightmares and Dreamscapes: From the Stories of Stephen King)
  - Magnitude 10,5 : L'Apocalypse (10.5: Apocalypse)
- 2008 : Les Griffin (Family Guy) pour l'épisode L'Équerre des étoiles (Blue Harvest)
  - The Company
  - Fallen
  - Masters of Science Fiction
  - Deux princesses pour un royaume (Tin Man)
  - Battlestar Galactica: Razor
  - Joyeux Noël Shrek ! (Shrek the Halls)
- 2009 : Les Aventures de Flynn Carson : Le Secret de la coupe maudite (The Librarian: The Curse of the Judas Chalice)
  - Breaking Bad
  - Jericho
  - Le Dernier Templier (The Last Templar)
  - 24 heures chrono: Redemption (24: Redemption)
  - Le Mystère Andromède (The Andromeda Strain)

### Années 2010
- 2010 : Torchwood
  - Alice
  - Doctor Who
  - Le Prisonnier (The Prisoner)
  - Les Tudors (The Tudors)
  - V
- 2011 : The Walking Dead
  - Spartacus : Les Dieux de l'arène (Spartacus: Gods of the Arena)
  - Les Piliers de la terre (The Pillars of the Earth)
  - Sherlock
  - Kung Fu Panda : Bonnes fêtes (Kung Fu Panda Holiday Special)
  - Doctor Who
- 2012 : The Walking Dead (2)
  - Camelot
  - Falling Skies
  - Le Trône de fer (Game of Thrones)
  - The Killing
  - Torchwood : Le Jour du Miracle (Torchwood: Miracle Day)
  - Trek Nation
- 2013 : Breaking Bad
  - Continuum
  - Falling Skies
  - Le Trône de fer
  - Mockingbird Lane
  - Spartacus : La Guerre des damnés
  - Un monde sans fin
- 2014 : Breaking Bad (2)
  - Bates Motel
  - Black Sails
  - Falling Skies
  - Game of Thrones
  - Vikings
- 2015 : Game of Thrones
  - Bates Motel
  - Une nuit en enfer
  - The Last Ship
  - Flynn Carson et les Nouveaux Aventuriers
  - Outlander
- 2016 : Doctor Who : Les Maris de River Song (The Husbands of River Song)
  - The Cannibal in the Jungle
  - Childhood's End : Les Enfants d'Icare (Childhood's End)
  - Jim Henson's Turkey Hollow
  - Sharknado 3: Oh Hell No!
  - The Wiz Live!
- 2017 : 22.11.63 (11.22.63)
  - Channel Zero
  - Doctor Who: "Le Retour du Docteur Mysterio" (The Return of Doctor Mysterio)
  - Mars
  - The Night Manager
  - Rats
- 2018 : Twin Peaks: The Return
  - Channel Zero
  - Descendants 2
  - Doctor Who: Il était deux fois (Twice Upon a Time)
  - Mystery Science Theater 3000: The Return
  - Okja (옥자)
  - The Sinner

### Années 2020
- 2022 : Obi-Wan Kenobi
  - Le Livre de Boba Fett
  - Hawkeye
  - Sermons de minuit
  - Moon Knight
  - Miss Marvel